# Kleinzerbst (Aken)
Kleinzerbst ist eine Ortschaft der Stadt Aken (Elbe) im Landkreis Anhalt-Bitterfeld in Sachsen-Anhalt.

## Geographische Lage
Kleinzerbst liegt südlich der Stadt Aken an einem Waldgebiet. Nachbarorte sind Reppichau, Elsnigk, Osternienburg und die Stadt Aken selbst.

## Geschichte
In Kleinzerbst wurde zwischen den Weltkriegen sowie zwischen 1964 und 1969 und zwischenb 1979 und 1981 ein germanisches Gräberfeld der frühen römischen Kaiserzeit ausgegraben.
Kleinzerbst wurde erstmals im Jahr 1370 urkundlich erwähnt. Das Dorf wurde im 16. Jahrhundert verlassen und zur Wüstung. 1594 entstand auf dem Dorfgebiet ein Vorwerk für die Fürsten von Anhalt-Köthen. Nach der Auflösung des Vorwerks im Jahr 1717 wurde das Land an die Bauern aufgeteilt und es entstand wieder eine dauerhafte Siedlung in Kleinzerbst.
Im Dezember 1952 erreichte Kleinzerbst mit 500 Einwohnern den höchsten Einwohnerstand. In der DDR sank die Einwohnerzahl kontinuierlich, die größte Einnahmequelle vor Ort war die Landwirtschaft. Nach der Wende wurde Kleinzerbst am 18. März 1994 in die Stadt Aken (Elbe) eingemeindet.

## Politik

### Ortschaftsrat
Als Ortschaft der Stadt Aken (Elbe) übernimmt ein so genannter Ortschaftsrat die Wahrnehmung der speziellen Interessen des Ortes innerhalb bzw. gegenüber den Stadtgremien. Er wird aus fünf Mitgliedern gebildet.

### Bürgermeister
Als weiteres ortsgebundenes Organ fungiert der Ortsbürgermeister, dieses Amt wird zur Zeit von Thomas Schönlebe wahrgenommen.

## Verkehr und Infrastruktur
Kleinzerbst ist über eine Kreisstraße an das öffentliche Straßennetz angebunden.